# 小行星2478
小行星2478（2478 Tokai）是一颗围绕太阳公转的小行星。1981年5月4日，古田俊正在东海市发现了此天体。
該小行星以日本愛知縣東海市命名。
这颗小行星的绝对星等为233.44142等。